# 乙女のルートはひとつじゃない!
「乙女のルートはひとつじゃない！」（おとめのルートはひとつじゃない）は、angelaの楽曲。atsukoが作詞、atsukoとKATSUが作曲を手掛けた。ユニットの29枚目のシングルとして、2020年4月22日にKING AMUSEMENT CREATIVEから発売された。

## 概要
TVアニメ「乙女ゲームの破滅フラグしかない悪役令嬢に転生してしまった…」のオープニングテーマに起用された。
アニメの制作サイドからは、「ドタバタ劇」の部分を表現して欲しいとの要望を受けた。atsukoは、原作小説を読んだ上で、主人公カタリナのチャレンジ精神やひとり脳内会議などを意識しつつ、中世貴族的な世界観やクラシカルな要素、かわいいキャラクター性を盛り込んだという。
そのため、Ａメロ、Ｂメロ、サビで歌い方が変わり、三拍子や、ルートヴィヒ・ヴァン・ベートーヴェンの交響曲第5番（運命）のメロディが挿入されるなど、目まぐるしい展開となっている。
蒼井翔太の歌うエンディングテーマ「BAD END」と合わせ、「ハッピー」から始まり本編を経て「バッド」に行く、一つの物語となっている。
KATSUは、デビュー時から作品に寄り添った曲を作っていこうというポリシーを持っており、その作品にしか使えない曲を作り続けてきたため、ファンになりにくいユニットだったが、本作で親しみやすく、入りやすいユニットになれたとしている。
期間限定盤には、ミュージックビデオが収録されたBlu-rayが附属。アニメの世界観を意識し、令嬢のコミカルな恋愛劇が繰り広げられる乙女ゲームがテーマとなっており、atsukoが令嬢と公爵夫人の2役を、KATSUが公爵を演じている。
余談だが、この曲のBメロと同じくangelaの「イグジスト」（テレビアニメ『蒼穹のファフナー EXODUS』主題歌）のサビを繋ぎ合わせた動画が動画サイト上で流行し、KATSUが反応を見せている。

## シングル収録内容
| 全作詞: atsuko、全作曲: atsuko、KATSU、全編曲: KATSU。 |                                                        |        |               |      |
| #                                                      | タイトル                                               | 作詞   | 作曲・編曲    | 時間 |
| 1.                                                     | 「乙女のルートはひとつじゃない!」                      | atsuko | atsuko、KATSU | 3:59 |
| 2.                                                     | 「Baby!! I'm lost!!」                                  | atsuko | atsuko、KATSU | 4:01 |
| 3.                                                     | 「乙女のルートはひとつじゃない!（off vocal version）」 | atsuko | atsuko、KATSU | 3:57 |
| 4.                                                     | 「Baby!! I'm lost!!（off vocal version）」             | atsuko | atsuko、KATSU | 4:01 |
| 合計時間:                                              | 合計時間:                                              | 20:00  |               |      |

| 全作詞: atsuko、全作曲: atsuko、KATSU、全編曲: KATSU。 |                                                |        |               |      |
| #                                                      | タイトル                                       | 作詞   | 作曲・編曲    | 時間 |
| 1.                                                     | 「乙女のルートはひとつじゃない! (Music Clip)」 | atsuko | atsuko、KATSU | 4:00 |
| 合計時間:                                              | 合計時間:                                      | 4:00   |               |      |

## 受賞
2020年12月4日、ソニー・ミュージックエンタテインメントのアニメソング人気投票キャンペーン「令和2年アニメ大賞」において作曲賞に選出された。

## カバー
乙女のルートはひとつじゃない！
- 小泉萌香 - 2023年5月31日リリースの配信限定シングル「乙女のルートはひとつじゃない！ from CrosSing」に収録。カバーソングプロジェクト『CrosSing - Music＆Voice-』の楽曲。

- カタリナ・クラエス(CV:内田真礼) - 劇場版『乙女ゲームの破滅フラグしかない悪役令嬢に転生してしまった…』Blu-rayに付属するキャラクターソングが収録されたCD内のM-1に収録[9]。

## 脚註
1. 1 2 3  “乙女のルートはひとつじゃない! ［CD+Blu-ray Disc］＜期間限定盤＞”.  タワーレコード. 2020年11月24日閲覧。
2. ↑  “乙女のルートはひとつじゃない!【アニメ盤】 angela”. ORICON STYLE.  オリコン. 2020年11月28日閲覧。
3. 1 2  “angela新曲MVは乙女ゲーム仕立て、atsukoが冴えない令嬢になって妄想三昧”.   音楽ナタリー (2020年4月1日). 2020年12月6日閲覧。
4. 1 2  野下奈生 (2020年4月1日). “angelaの29枚目となるシングル「乙女のルートはひとつじゃない！」、表題曲は”かわいさをギリギリで攻めた”一曲に！カップリング曲と絶対に観ないでほしい(笑)MVについても語る【インタビュー】”.   超！アニメディア. 2020年12月6日閲覧。
5. ↑  “『乙女のルートはひとつじゃない！』　ゲスト：angela（2020.4/11 OA）”.  文化放送A&Gメディアステーション こむちゃっとカウントダウン (2020年4月13日). 2020年12月6日閲覧。
6. ↑  “『蒼穹のファフナー THE BEYOND』新オープニングテーマ「叫べ」angelaインタビュー｜30thシングルについて1万字の熱いメッセージをお届け！”.   アニメタイムズ (2020年11月18日). 2020年12月6日閲覧。
7. ↑  KATSUのtwitter
8. ↑  @AnisongtaishoAJ「【#令和2年アニソン大賞 発表】」2020年12月4日。X（旧Twitter）より2020年12月6日閲覧。
9. ↑  https://king-cr.jp//hamehura-movie/bluray/